# L'amor és a l'aire (pel·lícula de 1992)
L'amor és a l'aire (títol original en anglès: Strictly Ballroom) és una pel·lícula australiana de l'any 1992, una comèdia romàntica dirigida i coescrita per Baz Luhrmann. Va ser la primera pel·lícula de Luhrmann i la primera de la Trilogia de Teló Vermell, que seria seguida per Romeo + Juliet i Moulin Rouge!. S'ha doblat al català.
L'amor és a l'aire està basada en una obra de teatre estrenada l'any 1984 per Luhrmann i altres estudiants de l'Institut Nacional d'Arts Dramàtiques (National Institute of Dramatic Arts) de Sydney.

## Argument
L'amor és a l'aire explica la història d'una escola de ball de saló australiana i els balladors que volen competir i guanyar un campionat important. És la història del Scott Hastings (Paul Mercurio) i la seva lluita per establir un estil propi contra totes les normes, i intentar guanyar el campionat Pan-Pacific Grand Prix Dancing Championship. Les passes que fa en Scott' no són estrictament de ball de saló (strictly ballroom).
La seva parella de ball, Liz Holt (Gia Carides) es desespera per les seves passes controvertides i el deixa per un rival, Ken Railings (John Hannan), després que la parella d'aquest patís un accident. El Scott comença a assajar amb la Fran (Tara Morice), una principiant d'origen espanyol.
Fran li ensenya un pasdoble diferent, veritable...

## Curiositats
El bailaor flamenc i coreògraf anglès Antonio Vargas (de pares de Melilla i Gran Bretanya), fa de Rico, pare de la coprotagonista Fran. Al Scott li ensenya, junt amb la iaia (Armonia Benedito) i uns músics anònims, com fer un "veritable pasdoble".

## Repartiment
- Paul Mercurio: Scott Hastings
- Tara Morice: Fran
- Bill Hunter: Barry Fife
- Pat Thomson: Shirley Hastings, la mare d'en Scott
- Gia Carides: Liz Holt
- Peter Whitford: Les Kendall
- Barry Otto: Doug Hastings, el pare d'en Scott
- John Hannan: Ken Railings
- Sonia Kruger: Tina Sparkle
- Kris McQuade: Charm Leachman
- Pip Mushin: Wayne Burns
- Leonie Page: Vanessa Cronin
- Antonio Vargas: Rico, el pare de la Fran
- Armonia Benedito: "Ya Ya", la iaia de la Fran
- Jack Webster: Terry
- Lauren Hewett: Kylie Hastings, germana petita d'en Scott
- Steve Grace: Luke, el nen que balla amb la Kylie
- Kerry Shrimpton: Pam Short
- Todd McKenney: Nathan Starkey